# Џија Перкинс
Џија Дорин Перкинс (енгл. Jia Dorene Perkins; Њубург, 23. фебруар 1982) је америчка кошаркашица која игра у оквиру Женске националне кошаркашке асоцијације за тим Минесота линкс. Рођена је 1982. године у Њубургу, где је живела до уписа средње школе, када се одселила у Гранбери, како би похађала Гранбери средњу школу. Након уписивања колеџа Тексас тек, заиграла је за истоимени кошаркашки тим.

## Статистика на колеџу
| Година    | Тим        | ОУ  | Поени | ПШ%  | 3П%  | СБ%  | СПУ | АПУ | УПУ | БПУ | ППУ  |
| --------- | ---------- | --- | ----- | ---- | ---- | ---- | --- | --- | --- | --- | ---- |
| 2000–2001 | Тексас тек | 32  | 435   | 45.8 | 36.4 | 80.5 | 4.1 | 3.8 | 2.8 | 0.5 | 13.6 |
| 2001–2002 | Тексас тек | 32  | 513   | 42.6 | 23.3 | 77.5 | 5.0 | 3.8 | 2.7 | 0.8 | 16.0 |
| 2002–2003 | Тексас тек | 35  | 556   | 43.0 | 5.3  | 78.0 | 5.1 | 2.8 | 2.6 | 0.8 | 15.9 |
| 2003–2004 | Тексас тек | 16  | 264   | 50.2 | 42.1 | 80.8 | 4.4 | 2.1 | 2.3 | 0.8 | 16.5 |
| Каријера  | Тексас тек | 115 | 1768  | 44.4 | 28.2 | 79.2 | 4.7 | 3.3 | 2.7 | 0.7 | 15.4 |

## WNBA каријера
Перкинсова је изабрана на WNBA драфту 2004. године од стране екипе Шарлон стинг, али је пропустила целу сезону јер се породила. 16. новембра 2005. године заиграла је за Чикао скај, где је играла наредних 5 година, а најбољи учинак остварила је у WNBA сезони 2008. године, када је забележила 17,0 поена по утакмици. Године 2009. изабрана је за олстар тим као резерва. Непосредно пред почетак сезоне 2011. године из тима Чикаго скај прешла је у тим Сан Антонио старси, уместо Мичел Сноу. Исте године, Перкинсонова је играла прво плеј-оф такмичење у својој каријери. За време WNBA драфта 2016. године прешла је у клуб Минестора линкс.

### WNBA плеј-оф
Године 2011. заиграла је у WNBA плеј-офу за Силвер старсе, где је њен тим испао у првој рунди. Перкинсонова је у две одигране утакмице забележила 24. поена. Наредне 2012. године, на WNBA плеј-офу, њен тим је такође испао у првој рунди. За тим Силверс старси играла је све утакмице у плеј-офу.
У њеној првој сезони за Минесоту линкс, њен тим доспео је до финала WNBA, где је поражен. Наредне сезоне, тим из Минесоте је доспео до финала и победом у свих пет утакмица освојио њихов четврти шампионат у седам сезона.

## WNBA статистика каријере
| † | Година када је Перкинсонова освојила WNBA шампионат |

### WNBA статистика сезона
| Сезона   | Екипа             | ОУ  | СУ  | МПУ  | ПШ%  | 3П%  | СБ%  | СПУ | АПУ | УПУ | БПУ | ППУ  |
| -------- | ----------------- | --- | --- | ---- | ---- | ---- | ---- | --- | --- | --- | --- | ---- |
| 2004     | Шарлог стинг      | 4   | 0   | 4.3  | 000  | 000  | 75.0 | 0.8 | 0.3 | 0.8 | 0.0 | 0.8  |
| 2005     | Шарлог стинг      | 30  | 11  | 15.5 | 42.4 | 33.3 | 63.3 | 1.5 | 1.1 | 1.0 | 0.3 | 5.0  |
| 2006     | Чикаго скај       | 30  | 27  | 28.0 | 35.1 | 27.7 | 80.6 | 3.6 | 3.2 | 1.4 | 0.4 | 9.4  |
| 2007     | Чикаго скај       | 33  | 5   | 23.1 | 46.4 | 43.3 | 77.4 | 3.3 | 2.3 | 1.5 | 0.2 | 11.7 |
| 2008     | Чикаго скај       | 34  | 34  | 31.9 | 43.6 | 36.3 | 89.1 | 4.0 | 2.8 | 1.9 | 0.3 | 17.0 |
| 2009     | Чикаго скај       | 34  | 34  | 27.4 | 41.7 | 38.5 | 84.6 | 3.4 | 2.9 | 2.2 | 0.2 | 13.2 |
| 2010     | Чикаго скај       | 34  | 34  | 27.5 | 39.6 | 34.9 | 81.4 | 2.9 | 2.4 | 1.6 | 0.2 | 10.7 |
| 2011     | Сан Антонио старс | 34  | 8   | 25.1 | 41.8 | 31.3 | 84.5 | 3.5 | 1.4 | 1.2 | 0.2 | 12.0 |
| 2012     | Сан Антонио старс | 33  | 3   | 23.0 | 38.0 | 38.6 | 75.4 | 2.8 | 1.9 | 1.6 | 0.3 | 10.6 |
| 2013     | Сан Антонио старс | 34  | 33  | 30.5 | 40.0 | 38.8 | 86.5 | 3.1 | 2.0 | 2.3 | 0.2 | 13.9 |
| 2014     | Сан Антонио старс | 23  | 2   | 22.6 | 44.2 | 41.1 | 89.5 | 2.3 | 1.7 | 1.4 | 0.2 | 12.5 |
| 2015     | Сан Антонио старс | 26  | 26  | 27.3 | 37.6 | 27.2 | 88.0 | 3.0 | 1.7 | 1.4 | 0.3 | 13.3 |
| 2016     | Минесота линкс    | 34  | 5   | 20.7 | 36.6 | 22.8 | .833 | 2.6 | 1.3 | 0.9 | 0.2 | 6.4  |
| 2017†    | Минесота линкс    | 34  | 2   | 16.3 | 36.9 | 31.6 | 83.3 | 2.0 | 1.4 | 1.0 | 0.0 | 4.2  |
| Каријера | 14 година, 4 тима | 417 | 224 | 24.4 | 40.5 | 35.1 | 83.4 | 2.9 | 2.0 | 1.5 | 0.2 | 10.6 |

### Плеј-оф
| Сезона   | Екипа             | ОУ | СУ | МПУ  | ПШ%  | 3П%  | СБ%   | СПУ | АПУ | УПУ | БПУ | ППУ  |
| -------- | ----------------- | -- | -- | ---- | ---- | ---- | ----- | --- | --- | --- | --- | ---- |
| 2011     | Сан Антонио старс | 3  | 3  | 33.7 | .395 | .368 | 1.000 | 5.3 | 2.7 | 2.7 | 0.3 | 13.0 |
| 2012     | Сан Антонио старс | 2  | 0  | 21.5 | 37.5 | 33.3 | 50.0  | 1.5 | 2.5 | 3.0 | 0.5 | 12.0 |
| 2014     | Сан Антонио старс | 2  | 0  | 23.0 | 62.5 | 60.0 | 50.0  | 1.0 | 0.5 | 0.5 | 0.5 | 12.0 |
| 2016     | Минесота линкс    | 8  | 0  | 17.6 | 39.0 | 10.0 | 97    | 2.0 | 1.9 | 0.5 | 0.1 | 5.1  |
| 2017†    | Минесота линкс    | 8  | 0  | 15.8 | 33.3 | 28.6 | 99    | 2.0 | 0.9 | 0.7 | 0.1 | 3.3  |
| Каријера | 5 година, 2 тима  | 23 | 3  | 19.9 | 40.3 | 31.6 | 80.0  | 2.3 | 1.6 | 1.3 | 0.2 | 6.7  |

## Награде и признања
- 1× WNBA шампион (2017)[3]
- 1× WNBA олстар (2009)
- 1× WNBA одбрамбени други тим (2009)